# Order Miecza
Królewski Order Miecza (szw. Kungliga Svärdsorden) – do 31 grudnia 1974 odznaczenie Królestwa Szwecji nadawane za zasługi wojskowe.

## Historia
Dawniej potocznie zwany „Żółtą Wstęgą” (Det gula bandet) order został ustanowiony 23 lutego 1748 przez króla Fryderyka I w ramach stworzonego wówczas systemu odznaczeń, do którego należały także Order Serafinów i Order Gwiazdy Polarnej. Nadawany był Szwedom i cudzoziemcom za zasługi w dziedzinie wojskowości. Przy stworzeniu orderu powoływano się na jego domniemanego przodka, Zakon Kawalerów Mieczowych z Inflant. Posiadał trzy klasy, z których II i III podzielona była na dwa osobne stopnie, i dwa specjalne stopnie (z r. 1788) nadawane tylko w czasie wojny, w której uczestniczyła Szwecja (a więc ostatni raz w latach 1813–1815). W roku 1850 dodano jeszcze odznaczenia dla podoficerów: srebrną Odznakę Miecza i dwustopniowy Medal Miecza. W 1952 dodano ponadto do systemu trzystopniowy Krzyż Wojenny Orderu Miecza. 
Klasy orderu w czasie pokoju były zatem od 1952 do 1974 następujące:
- Komandor Krzyża Wielkiego Wielkiego (Kommendör med stora korset),
- Komandor I Klasy (Kommendör av första klassen),
- Komandor (Kommendör),
- Kawaler I Klasy (Riddare av första klassen),
- Kawaler (Riddare),

oraz odznaczenia wojenne:
- Kawaler Krzyża Wielkiego I Klasy (Riddare med stora korset av första klassen),
- Kawaler Krzyża Wielkiego (Riddare med stora korset),

dodatkowo:
- Odznaka Miecza (Svärdstecknet),
- Złoty Medal Miecza (Svärdsmedaljen i guld),
- Srebrny Medal Miecza (Svärdsmedaljen i silver),

za odwagę w walce:
- Złoty Krzyż Wojenny Orderu Miecza (Svärdsordens Krigskors i guld),
- Srebrny Krzyż Wojenny Orderu Miecza (Svärdsordens Krigskors i silver),
- Brązowy Krzyż Wojenny Orderu Miecza (Svärdsordens Krigskors i brons).

Od 1952 roku odznaczenie mogły otrzymywać również kobiety, które nosiły tytuł
- Członek Orderu Miecza (Ledamot av Svärdsorden).

Nowa konstytucja, która weszła w życie 1 stycznia 1975, zawiesiła nadawanie Orderu Miecza, ale pozostawiła króla jego wielkim mistrzem i żyło jeszcze wielu jego kawalerów, a więc order nie wygasł.
15 grudnia 2022 cały szwedzki system orderowy został przywrócony w pełnym zakresie, umożliwiając obywatelom Szwecji otrzymywanie wszystkich trzech orderów za zasługi, a obcokrajowcom otrzymywanie także orderów Miecza oraz Wazów (ustawa weszła w życie 1 lutego 2023). Został on też w niewielkim stopniu zmodernizowany i uaktualniony.
Nadawany wcześniej za odwagę w walce krzyż wojenny przemianowano na krzyż wojskowy w reformie z 2022/2023. W podziale na stopnie powstały:
- Złoty Krzyż Wojskowy Orderu Miecza (Svärdsordens Militärkors i guld),
- Srebrny Krzyż Wojskowy Orderu Miecza (Svärdsordens Militärkors i silver),
- Brązowy Krzyż Wojskowy Orderu Miecza (Svärdsordens Militärkors i brons).

## Insygnia
Insygnia orderu Miecza to odznaka, gwiazda i łańcuch. Odznaka to położony ukośnie emaliowany na biało złoty krzyż maltański zawieszony na złotej koronie królewskiej. W błękitnym medalionie awersu znajdują się trzy korony herbu Szwecji otaczające skierowany ostrzem do góry miecz, w medalionie rewersu ten sam miecz z wieńcem laurowym na szczycie, otoczony napisem PRO PATRIA (z łac. DLA OJCZYZNY). Między ramionami krzyża znajdują się złote korony królewskie, pod koroną zawieszenia dwa skrzyżowane złote miecze skierowane na dół. Złote miecze są także położone na skraju lewego i prawego ramienia krzyża I i II klasy oraz skrzyżowane miecze na dolnym ramieniu krzyża tych klas. Odznaki poszczególnych klas różnią się wielkością, odznaka kawalera II klasy jest wykonana w srebrze, nie złocie, Odznaka Miecza nieemaliowana.
Gwiazda orderu I klasy to srebrny krzyż maltański z medalionem awersu w swym środku i ze złotymi koronami między ramionami, gwiazda II klasy nie posiada koron. Łańcuch orderu składa się z 11 mieczy w emaliowanych na niebiesko pochwach i 11 tarcz z hełmami emaliowanymi na niebiesko. Order noszony jest na żółtej wstędze z dwoma niebieskimi paskami po bokach.
Insygnia kawalerów Wielkiego Krzyża (nadania wojenne) to krzyż orderowy typu I i II klasy noszony na szyi i dwa skrzyżowane srebrne miecze (I klasa) lub jeden miecz (II klasa) noszone na lewej piersi. Krzyż Wojenny z 1952, złoty, srebrny lub brązowy ma ogólną formę orderu, ale nie jest emaliowany i położony jest na skierowanym do góry mieczu.